# Художественно-столярная мастерская Московского Губернского земства
Художественно-столярная мастерская Московского Губернского земства. 

## История
- Основана в 1891 году в Сергиевом Посаде, находилась в ведении Кустарного музея Московского земства.

Заведующие: В.И. Боруцкий, художник Владимир Иванович Соколов (с 1902 г.); его помощник – инструктор столярного дела, крестьянин И.П. Зайцев. 
- В 1896 г. на средства С.Т. Морозова на Нижней ул. для мастерской было построено отдельное здание.
- в 1899 г. открылся Рисовальный класс (заведующий В.И. Трофимов), бывший отделением Императорского Строгановского училища. Произведения резчиков мастерской находятся в собраниях Всероссийского музея декоративного прикладного и народного искусства, Дома-музея В.М. Васнецова.[1].

## Награды мастерской
- Золотая медаль Всемирной выставки в Париже 1900 г.
- Большая серебряная медаль Всероссийской Кустарной выставки в С.-Петербурге 1902 г.
- Золотая медаль Миланской выставки 1906 г.
- Диплом I разряда Выставки нового стиля в Москве 1903 г.
- Диплом признательности 2 передвижной выставки 1905 г.

## Работы мастерской
- Русский павильон на Всемирной выставке в Париже в 1900 г. Убранство павильона.
- Временная церковь Сводного Е.И.В. пехотного полка и Е.И.В. Конвоя в Царском Селе. Части иконостаса
- Феодоровский собор в Царском Селе. 1912 г. Части иконостаса, для "Товарищества И.П. Хлебников, Сыновья и К".
- Храм Святителя Алексия в Лейпциге. 1913 г. Деревянные части иконостаса, клироса и прочая мебель.

### Архивные источники
- РГИА, ф. 489, оп. 1, д. 6, л. 401.

### Литературные источники
- С.В. Горожанина «К истории художественных мастерских Московского губернского земства в Сергиевском Посаде (1891-1917 гг.)». Пространство культуры. № 2. М.: МГМ Дом Бурганова. 2009 г.[2].